# Matthew Marquardt
Matthew Marquardt (* 31. Oktober 1997) ist ein US-amerikanischer Duathlet und Triathlet. Er wird als Drittschnellster geführt in der Bestenliste US-amerikanischer Triathleten auf der Ironman-Distanz.

## Werdegang
Matthew Marquardt war im Schwimmsport aktiv und kam 2021 zum Triathlon.
Er belegte beim Ironman Hawaii 2022 den ersten Platz der Altersklasse M25-29 und den 40. Platz in der Gesamtwertung.
Der Medizin-Student startet seit 2023 als Profi-Athlet.
Marquardt wurde im April 2022 Dritter im Ironman Texas und 2023 sowie 2024 beendete er das Rennen hier wiederum auf dem dritten Platz.
Im Juli wurde er Zweiter im Ironman USA und im Oktober 2024 belegte der 26-Jährige als drittbester US-Amerikaner den 15. Rang bei den Ironman World Championships auf Hawaii.
Im Juni 2025 gewann der 27-Jährige mit dem Ironman Cairns sein erstes Ironman-Rennen und im Juli konnte er den Ironman USA mit neuem Streckenrekord für sich entscheiden.
Matthew Marquardt wird trainiert von Andrew Yoder. Er lebt in Cincinnati.

## Sportliche Erfolge
| Datum/Jahr    | Platz | Wettbewerb                  | Austragungsort    | Zeit     | Bemerkung                               |
| ------------- | ----- | --------------------------- | ----------------- | -------- | --------------------------------------- |
| 20. Juli 2025 | 1     | Ironman USA                 | Lake Placid       | 07:50:08 | Streckenrekord                          |
| 15. Juni 2025 | 1     | Ironman Cairns              | Cairns            | 07:50:41 | [ 7 ]                                   |
| 26. Okt. 2024 | 15    | Ironman Hawaii              | Hawaii            | 07:58:43 |                                         |
| 21. Juli 2024 | 2     | Ironman USA                 | Lake Placid       | 07:57:14 |                                         |
| 23. Juni 2024 | 3     | Ironman 70.3 Mont-Tremblant | Mont-Tremblant    | 03:37:32 | verkürzte Schwimmdistanz                |
| 27. Apr. 2024 | 3     | Ironman Texas               | The Woodlands     | 07:49:10 |                                         |
| 4. Nov. 2023  | 3     | Ironman Florida             | Panama City Beach | 07:44:27 |                                         |
| 25. Juni 2023 | 2     | Ironman Coeur d’Alene       | Idaho             |          | hinter seinem Landsmann Chris Leiferman |
| 22. Apr. 2023 | 3     | Ironman Texas               | The Woodlands     | 07:45:11 | erster start als Profi-Athlet           |
| 8. Okt. 2022  | 40    | Ironman Hawaii              | Hawaii            | 08:35:48 |                                         |
| Apr. 2022     | 3     | Ironman Texas               | The Woodlands     | 08:23    |                                         |

(DNF – Did Not Finish)